# جشن‌های آتش

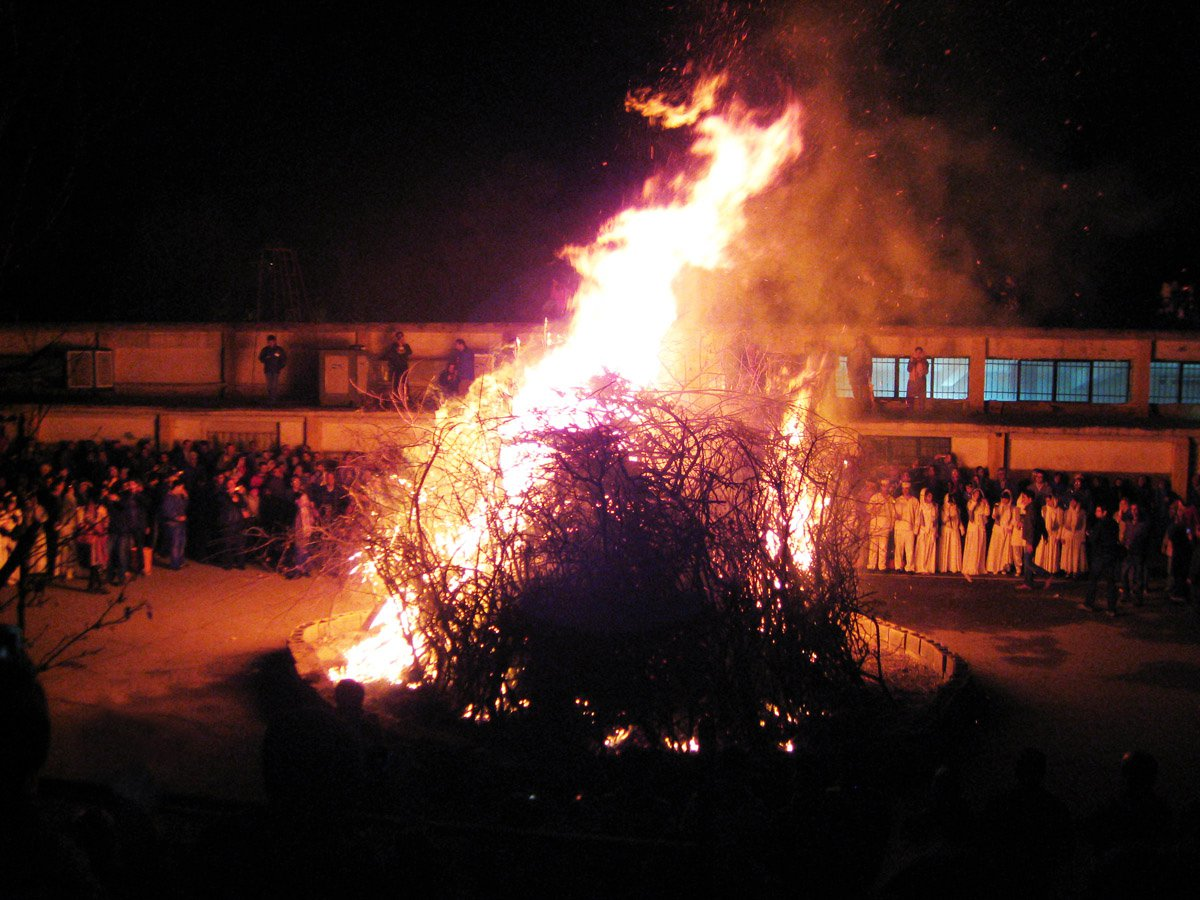
جشن سده

جشن‌های آتش یک رشته از جشن‌های آریایی از اقوام هندوایرانی و هند و اروپایی است و منظور از جشن‌های آتش جشن‌هایی است که با افروختن آتش جهت سور و سرور و شادمانی آغاز و اعلام می‌شد. میان رومیان و یونانیان و بعضی از ملل دیگر اروپایی نظایرش با جشن‌های آتش ایرانی هنوز باقی است.
نلسون در کتابی که از جشن‌های یونانیان باستان نوشته، شرحی از مراسم و آداب این جشن‌ها را یاد کرده‌است که در جشن آتش پایکوبی می‌کردند و باده می‌نوشیدند و قربانی کرده و در آتش می‌افکندند. توماس هاید نیز در کتاب تحقیق دربارهٔ دین‌های ایرانی، دربارهٔ جشن‌های آتش و همانندی آن با جشن‌های آتشی که در اروپا شایع بوده، تحقیقاتی کرده و جشن سده را با جشن شب دوازدهم در انگلستان مقایسه کرده‌است. در این جشن مردم در بلندی کوه‌ها و بام‌ها آتش افروخته و پایان شدت سرما و نزدیکی بهار را جشن می‌گرفتند و جشن همراه با شادی و پایکوبی فراوان بود. این جشن نمونه جشن‌های آتش همراه با آداب و رسومی بود که در مقایسهٔ اقوال کسانی چون ابوریحان بیرونی و زکریای قزوینی و خلف تبریزی را به یاد می‌آورد که بعضی حیوانات را از ددان و زهر داران در آتش می‌سوزاندند.
در غالب این جشن‌های آتش که در میان اقوام و ملل اروپا شایع بود تصاویری از دیوان و عناصر شر و فساد را نقاشی یا تندیس کرده و در آتش می‌افکندند بدین کنایت و تمثیل که نیروی اهریمنی و شیطانی بکاهد و نابود شود. در یونان باستان قربانی می‌کردند و قسمت‌هایی از قربانی را در آتش می‌سوزاندند. بر سر تیر و نیزه کهنه‌های آغشته به نفت و غیرو مایعات سوختنی بسته و در آسمان رها می‌کردند.
کریستن سن در کتاب «نخستین انسان و نخستین شهریار» در روایات داستانی ایرانی بسیاری از این داستان‌ها را در تطبیق و شواهد ارائه داده‌است. رقص و شادی بر گرد آتش مراسم همگانی و اشتراکی اصل شادمانی و سرور همراه با باده نوشی، پشته‌های بزرگ هیمه و آتش در بلندی‌ها آتش‌بازی و راندن جانوران موذی در آتش از موارد اشتراک این جشن‌ها بوده‌است.
ابوریحان بیرونی به رسمی اشاره می‌کند که برای ما تا اندازه‌ای شگفت است «سده آبان روز است از بهمن ماه و آن روز دهم بود و اندر شبش که میان روز دهم است و میان روز یازدهم آتش‌ها زنند و و برگرد آن شراب خورند و لهو و شادی کنند و نیز گروهی از آن بگذرند تا به سوزانیدن جانوران بپردازند.» 

## جشن‌های آتش در ایران
از جمله جشن‌های آتش که هنوز در ایران باقی‌مانده جشن چهارشنبه سوری و جشن سده است. از جشن‌های آتش که فراموش شده، باید از جشن آذرگان در نهم ماه آذر و جشن شهریورگان در روز چهارم ماه شهریور نام برد.

### اردیبهشتگان
اردیبهشتگان یا گلستان‌جشن از جملهٔ جشن‌های آتش است. روز سوم از هر ماه به نام اردیبهشت می‌باشد و سوم ماه اردیبهشت جشن اردیبهشت‌گان برگزار می‌شد.خلف تبریزی آورده که در این روز نیک است به معبد و آتشکده رفتن و از پادشاهان حاجت خود خواستن و به جنگ و کارزار شدن.

### جشن شهریورگان یا آذرجشن
شهریور امشاسپند ایزد نماد شهریاری آرمانی و نیز نگاهبان فلزات است که ششمین ماه سال و چهارمین روز ماه را به نامش نام‌گذاری کرده‌اند. بدین ترتیب در ایران باستان در روز چهارم شهریور ماه جشن موسوم به شهریورگان برگزار می‌شد. این جشن آذرجشن هم نامیده شده و جزء جشن‌های آتش است. مردم در خانه آتش می‌افروختند و پس از ستایش و نیایش برای صرف خوراکی گرد هم می‌آمدند.

### جشن آذرگان
نهمین روز ماه آذر به سبب توافق دو نام طبق رسم جشن گرفته می‌شد. این جشن موسوم به آذرگان نیز از زمرهٔ جشن‌های آتش شمرده می‌شود و به همین دلیل بیرونی گفته‌است زرتشت به پیروان خود فرمود که در این روز به زیارت آتشکدهها بروند و قربانی کنند و در امور عالم به مشاوره بپردازند امروزه این جشن که در تقویم کنونی در سوم آذرماه واقع‌است، همانند بسیاری از جشن‌های دیگر جنبهٔ ملی خود را از دست داده و تنها زرتشتیان هنوز با رفتن به آتشکده و خواندن نیایش آن را گرامی می‌دارند.

### جشن سده
گویند چون صد روز از زمستان بزرگ سپری می‌شد ایرانیان جشن سده را برپا می‌کردند چون بر آن بودند که اوج و شدت سرما سپری شده و این پدیدهٔ نابسامانی و سکون که از کردار اهریمن است، توان و نیرویش رو به زوال و کاستی است. این جشن را آبان روز از بهمن ماه برابر با دهمین روز از بهمن ماه برگزار می‌کردند به شب هنگام و در این وقت درست سد روز از زمستان بزرگ می‌گذشت. در جشنی بزرگ آتش را که جلوگاه و رمز و کنایت از اهورامزدا است، می‌افروزند تا نیروهای اهریمنی ضعیف و نابود شوند.

یکی از مشخصات و ویژگی‌های جشن سده تعاون و همکاری مردم است. این جشنی است، همگانی در گذشته مرسوم بوده که گردآوری هیزم و خار و خاشاک برای جشن فریضه‌ای دینی است و کرداری است که ثواب دارد. مردم در این جشن بعضی حیوانات را از ددان و زهرداران در آتش می‌سوزاندند.

### جشن سوری پایان سال
در تقویم و روزشماری ایرانیان شنبه و چهارشنبه یا آدینه وجود نداشته‌است. اساس تقسیم آنان در روز شماری بر آن پایه نبود که ماه را به چهار هفته با نام‌های کنونی روزها بخش کنند، لاجرم در شب چهارشنبه (چهارشنبه شب)آخر سال تحقیقاً چنین جشنی برگزار نمی‌شده‌است. روز شماری کنونی بر اثر ورود اعراب به ایران باب شد. جشن سوری یک عادت و رسم قدیمی بوده که در پایان سال اجرا می‌شده‌است و آنچه مسلم است، چهارشنبه نبوده‌است. علت جشن و آتش‌افروزی در ایام آخر سال مربوط می‌شود به جشن فروردگان که فروهرها یا ارواح مردگان به مدت ده شبانه روز از جایگاه اصلی خود در آسمان به شهر و دیار و خان‌ومان فرودآمده و میان بازماندگان زندگی می‌کنند. یکی از واجبات و سنت‌های معمول آتش افروختن بر سربام‌ها و در کوی و برزن بوده‌است. علتی که برای آن ذکر می‌کنند، اینست که ارواح را راهنما باشد تا در روشنی و فروغ آن به خانه‌های خود درآیند.